# Tmesisternus vagejaspideus
Tmesisternus vagejaspideus là một loài bọ cánh cứng trong họ Cerambycidae.